# Transition électronique moléculaire
Les transitions électroniques moléculaires se produisent lorsque les électrons de valence sont excités à partir d'un niveau d'énergie vers un niveau plus élevé. L'écart d'énergie associé avec cette transition fournit de l'information sur la structure de la molécule et est à l'origine de nombreuses propriétés moléculaires (comme la couleur). La relation entre le niveau d'énergie impliqué dans la transition électronique et la fréquence de radiation est donné par la loi de Planck.
Les transitions électroniques dans les composés organiques peuvent être déterminées par la spectroscopie UV-visible pourvu que les transitions se produisent dans l'intervalle ultra-violet ou visible du spectre électromagnétique du composé. Les électrons de la HOMO d'une liaison sigma peut être excités vers les LUMO de cette liaison. Ce processus est écrit comme une transition σ → σ* De même, le passage d'un électron d'une orbitale liante π à une orbitale antiliante π* est noté : π → π*. Les auxochromes avec une paire d'électrons non appariés notées n ont leurs transitions propres, comme les transitions pi dans les aromatiques. Les transitions électroniques moléculaires suivantes existent :
- σ → σ*
- π → π*
- n → σ*
- n → π*
- π aromatique → π aromatique *

En plus de ces transitions, les transitions électroniques possèdent également des bandes associées. Les bandes suivantes sont définies : la bande R  (de l'allemand radikalartig ou comparable à un radical), la bande K (de l'allemand Konjugierte ou conjugué), la bande B (pour benzoïque) et la bande E (pour éthylénique) (système proposé par A. Burawoy en 1930). Ainsi, par exemple, le spectre d'absorption de l'éthane montre une transition σ → σ* à 135 nm et celui de l'eau une transition π aromatique → π aromatique * à 167 nm avec un coefficient d'extinction de 7000. Le benzène possède trois transitions aromatiques π → π* ; deux bandes E à 180 et 200 nm et une bande B à 255 nm dont les coefficients d'extinction respectifs sont 60000, 8000 et 215. Ces absorptions ne sont pas des bandes étroites mais elles sont généralement élargies en raison de la superposition des transitions électroniques avec les autres niveaux d'énergie moléculaire.
Les transitions électroniques de molécules en solution peuvent fortement dépendre du type de solvant avec des déplacements bathochromes ou hypsochromes additionnels.
Les raies spectrales sont associées avec des transitions électroniques atomiques et les gaz polyatomiques ont leur propre système de bandes d'absorption.

### Source
- (en) Silverstein, Bassler et Morrill, Spectroscopic Determination of Organic Compounds, 1981